# Тойоура (Хоккайдо)

42°35′0″ пн. ш. 140°42′43″ сх. д. / 42.58333° пн. ш. 140.71194° сх. д.
Тойоу́ра (яп. 豊浦町, とようらちょう, МФА: [tojouɾa t͡ɕoː]) — містечко в Японії, в повіті Абута округу Ібурі префектури Хоккайдо. Станом на 1 жовтня 2008 року площа містечка становила 233,54 км². Станом на 31 березня 2017 населення містечка становило 4174 осіб.